# Warser
Warser – wieś w Armenii, w prowincji Gegharkunik. W 2011 roku liczyła 1901 mieszkańców.